# Dopatrium stachytarphetoides
Dopatrium stachytarphetoides är en grobladsväxtart som beskrevs av Adolf Engler och Gilg. Dopatrium stachytarphetoides ingår i släktet Dopatrium och familjen grobladsväxter. Inga underarter finns listade i Catalogue of Life.